# Hellenocyclina
Hellenocyclina es un género de foraminífero bentónico de la subfamilia Lepidorbitoidinae, de la familia Lepidorbitoididae, de la superfamilia Orbitoidoidea, del suborden Rotaliina y del orden Rotaliida. Su especie tipo es Hellenocyclina beotica. Su rango cronoestratigráfico abarca el Maastrichtiense (Cretácico superior).

## Clasificación
Hellenocyclina incluye a las siguientes especies:
- Hellenocyclina beotica †
- Hellenocyclina charentensis †